# Carl Einstein

Anita Rée: Bildnis Carl Einstein, Öl auf Leinwand, vor 1921, Privatbesitz

Carl Einstein, eigentlich Karl Einstein, (Pseudonyme Sabine Ree, Urian; * 26. April 1885 in Neuwied; † 3. Juli oder 5. Juli 1940 in Lestelle-Bétharram, Pau oder in Boeil-Bezing) war ein deutscher Kunsthistoriker und Schriftsteller.

## Leben und Werk

### Herkunft und Kindheit
Carl Einstein entstammte einer jüdischen deutschen Familie; er war das zweite Kind von Sophie und Daniel Einstein, einem Lehrer, der aktives Mitglied der örtlichen jüdischen Gemeinschaft war und 1888 zum Direktor des israelitischen Lehrerseminars ernannt worden war. Carl war ein Jahr jünger als seine Schwester Hedwig, die als Konzertpianistin bekannt wurde und den Bildhauer Benno Elkan heiratete. Ein drittes Kind von Daniel und Sophie Einstein starb im Jahre 1889. Der junge Carl Einstein lebte die ersten 16 Jahre in Karlsruhe, besuchte dort ab 1894 das Bismarck-Gymnasium und kam 1903 nach der in Bruchsal abgelegten Abiturprüfung und einer abgebrochenen Banklehre im Karlsruher Bankhaus Veit L. Homburger nach Berlin.

### Studienzeit

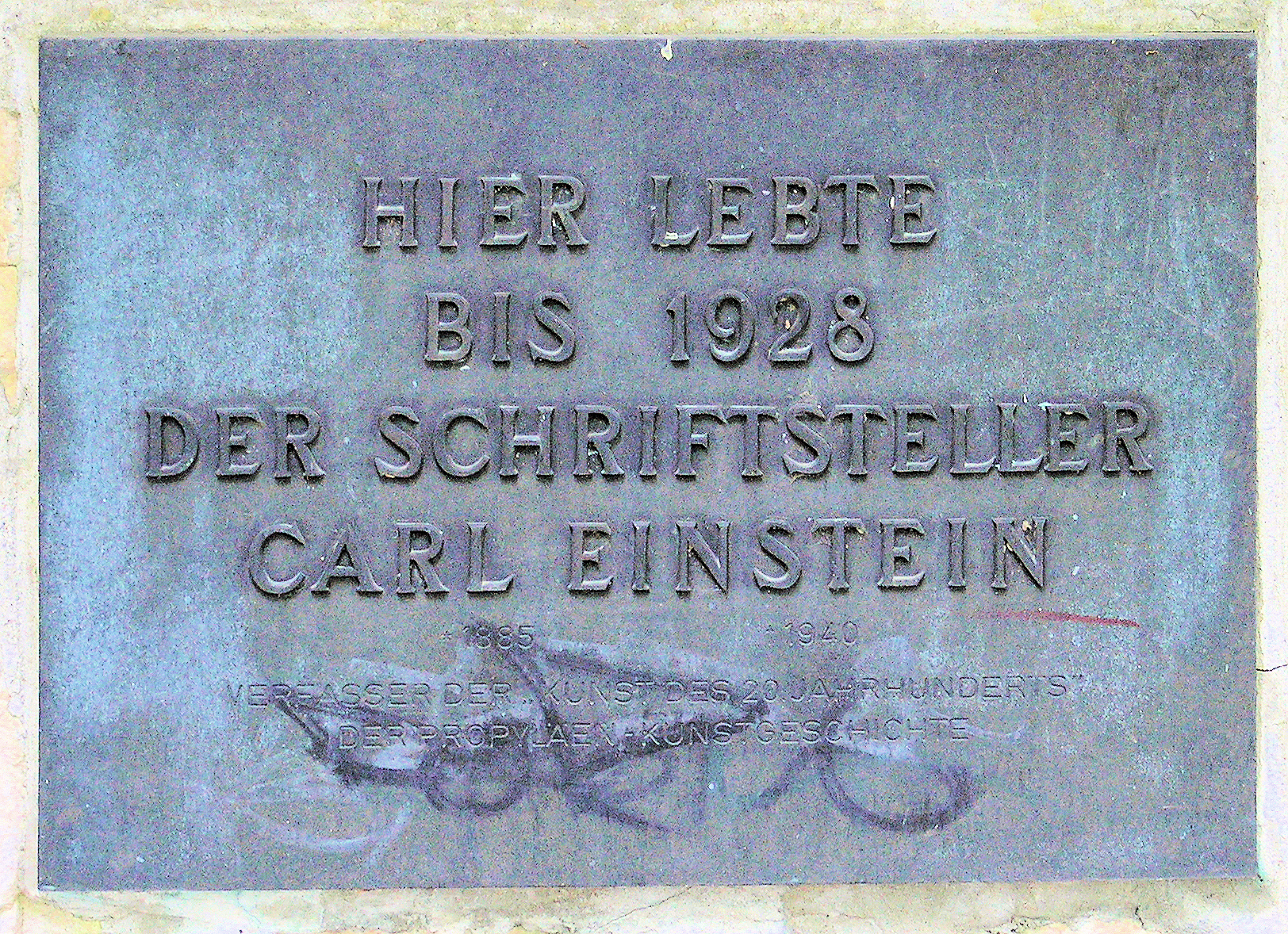
Gedenktafel am Haus Zeltinger Straße 54 in Berlin-Frohnau

Ab dem Wintersemester 1904/05 studierte er an der Friedrich-Wilhelms-Universität Philosophie, Kunstgeschichte, Geschichte und Altphilologie. Er hörte Vorlesungen von Georg Simmel und Alois Riehl und besuchte Riehls Seminare über Schopenhauer und Kants Prolegomena. Er nahm wohl auch an Veranstaltungen von Otto Hintze, Heinrich Wölfflin, Ulrich von Wilamowitz-Moellendorff und Kurt Breysig teil.
In Franz Bleis Zeitschrift Die Opale erschienen 1907 die ersten Kapitel des Bebuquin, in Hyperion 1908 vier Legenden unter dem Titel Verwandlungen. 1908 brach Einstein das Studium nach dem Sommersemester ab und machte fortan in literarischen Zirkeln von sich reden.

### Weiterer Lebensweg
Einstein war mit dem anarchistischen Dichter und Kritiker Ludwig Rubiner seit der Universitätszeit befreundet, um 1910 machte ihn Franz Blei mit Kurt Hiller und Franz Pfemfert bekannt. Einstein veröffentlichte seine erste Kunstkritik in dem von Pfemfert betreuten Demokraten (1910), theoretische und literarische Texte erschienen seit 1912 regelmäßig in der berühmten politisch-expressionistischen Zeitschrift Pfemferts, der Aktion. Der Roman Bebuquin oder die Dilettanten des Wunders (1912) löste eine kleine philosophisch-literarische Sensation aus (akausale „absolute Prosa“).
Einstein heiratete 1913 Maria Ramm (* 1887 in Starodub; † 23. März 1975 in Berlin), eine Übersetzerin. Die Tochter Nina wurde im Jahr 1915 geboren. Marias Schwester Alexandra und Franz Pfemfert heirateten ebenfalls 1913.
Parallel zur literarischen Arbeit verfasste er zahlreiche kunstwissenschaftliche Studien. Einstein beschäftigte sich, im Gefolge von Malern wie Pablo Picasso, als einer der ersten Wissenschaftler mit der „Kunst der Primitiven“ Afrikas, wobei ihn nicht ethnologische, sondern ästhetische Gesichtspunkte interessierten. 1915 erschien sein Buch „Negerplastik“ und 1921 „Afrikanische Plastik“, bei denen sich allerdings einige Werke als nichtafrikanisch erwiesen haben.
Mit dem Kubismus, vor allem mit Georges Braque, setzte er sich als einer der ersten Kunstwissenschaftler auseinander. Einstein hatte Braque, Picasso und Juan Gris bei seinem ersten Paris-Aufenthalt im Jahr 1907 kennengelernt. Anfang der 1920er Jahre folgte die Auseinandersetzung mit dem russischen Konstruktivismus und nach 1928 in Paris mit dem Surrealismus.
Einstein war 1914 Kriegsfreiwilliger. 1915 zunächst im Oberelsaß stationiert, wurde er 1916 nach einer Verwundung zur Zivilverwaltung des Generalgouvernements Brüssel, Abteilung Kolonien abkommandiert. Er konnte in der Bibliothek des Kolonialamtes im Congo-Museum von Tervuren arbeiten. Er lernte damals Carl und Thea Sternheim kennen, in deren Haus Clairecolline auch Gottfried Benn (als Militärarzt in Brüssel stationiert), Friedrich Eisenlohr, Otto Flake und Hermann Kasack verkehrten. Einstein wurde bei diesen Besuchen etwa von seiner Freundin Aga vom Hagen oder von dem Zivilkommissar für Brüssel, Hermann von Wedderkop, begleitet, der später Herausgeber der erfolgreichen Ullstein-Zeitschrift Der Querschnitt war. Einstein lernte bei Sternheims auch den Hauslehrer der Kinder kennen, den belgischen dadaistischen Schriftsteller Clément Pansaers.
Laut einem Zeugnis von Aga vom Hagen wurde Einstein denunziert, Ende 1917 aus seinem Amt in der Kolonialverwaltung abberufen und musste Brüssel verlassen. Einstein nahm aber an der „Novemberrevolution“ 1918 in Brüssel teil.
Am 10. November gründete sich der Zentral-Soldaten-Rat Brüssel unter der Leitung des USPD-Mitgliedes Hugo Freund. Die Offiziere des Generalgouvernements leisteten keinen Widerstand, das Parlamentsgebäude wurde besetzt und die rote Fahne gehisst. Einstein erkannte schnell, dass revolutionäre Vorstellungen fehl am Platz waren. Er übernahm wichtige organisatorische Aufgaben und verhandelte mit den deutschen Behörden, belgischen Politikern und Vertretern neutraler Länder (Holland, Spanien), um Plünderungen und Schießereien auf offener Straße zu verhindern, die Versorgung der Bevölkerung zu sichern und die deutschen Soldaten zu evakuieren. Einstein organisierte auch den Pressedienst des Soldaten-Rates.
Einstein ging zurück nach Deutschland und erlebte die Kämpfe zur Niederschlagung des Spartakusaufstandes im Berliner Zeitungsviertel unmittelbar mit. Er, seine Frau, deren Schwester und sein Schwager Pfemfert wurden am 15. Januar 1919, dem Tag der Ermordung von Rosa Luxemburg und Karl Liebknecht, festgenommen, aber bald wieder freigelassen. Einstein agitierte und redete auf Kongressen und Versammlungen, auch bei der Beisetzung Rosa Luxemburgs am 13. Juni. Er gab in dieser Zeit bei einer Verhaftung an, Mitglied der Kommunistischen Partei in Charlottenburg und Arbeiterrat zu sein.
Einstein arbeitete an Wieland Herzfeldes Zeitschrift Die Pleite im Malik-Verlag mit und gab, gemeinsam mit George Grosz, die Nummern 3 bis 6 des politischen Satiremagazins Der blutige Ernst heraus. Das anarchistische Drama Die Schlimme Botschaft über die Kreuzigung Christi, 1921 bei Rowohlt erschienen, löste einen Skandal aus, Einstein und sein Verleger Ernst Rowohlt wurden im Oktober 1922 wegen Blasphemie zu einer Geldstrafe verurteilt.
Ende 1922 lernte Einstein Tony Simon-Wolfskehl kennen. Er ließ sich im Frühjahr 1923 von Maria Ramm scheiden (sie heiratete später den Schriftsteller Heinrich Schaefer), es kam aber nicht zu einer Heirat mit Tony Simon-Wolfskehl, sondern zur Trennung von der Frankfurter Bankierstochter. Aga vom Hagen blieb seine langjährige Freundin.
Einstein hatte seit 1920 die unmittelbare politische Arbeit aufgegeben und konzentrierte sich auf die Kunstkritik. Er schrieb für Das Kunstblatt, ab 1922 für den Querschnitt und die Action aus Paris. Die Kunst des 20. Jahrhunderts erschien 1926 im Propyläen-Verlag. 1928 und 1931 folgten erweiterte zweite und dritte Auflagen.

### Exil
Nach einigen Reisen durch Italien zog Einstein 1928 nach Paris. Er gründete das Magazin Documents mit Georges Bataille und Georges Wildenstein. Er lernte Michel Leiris kennen und beschäftigt sich intensiv mit dem Surrealismus. Einstein schrieb auch für die englische Literaturzeitschrift transition von Eugène und Maria Jolas.
1932 heiratete Einstein die Französin Lyda Guévrékian, eine in Persien aufgewachsene Armenierin, Georges Braque war Trauzeuge. 1934 erschien von ihm eine Braque-Biographie. Er arbeitet mit Jean Renoir am Skript für den Film Toni.
Nach dem Ausbruch des Spanischen Bürgerkrieges ging er im Sommer 1936 nach Barcelona, seine Frau folgte ihm. Er lernte den Anarchisten (IAA) Helmut Rüdiger kennen und wurde Mitglied der anarchosyndikalistischen CNT-FAI (Confederación Nacional del Trabajo - Federación Anarquista Ibérica). Er war aktiv in der Grupo Internacional der Colonna Durruti an der Aragon-Front und wurde bald zum téchnico de guerra in der Kolonne Durruti gewählt. Seine Frau arbeitete als Krankenschwester und war ebenfalls CNT-Mitglied.
Schon vor den Kämpfen der Kommunisten und Anarchisten in Barcelona begann Einstein sich von der Politik der Anarchosyndikalisten zu distanzieren. Er äußerte Kritik und verlor die meisten seiner Freunde in der CNT wegen Streitigkeiten um Geld. Nach dem Sieg Francos im Spanischen Bürgerkrieg floh Einstein 1939 nach Paris. Einstein und seine zweite Frau kamen für eine Weile bei den Leiris unter. Als deutscher Staatsangehöriger im Frühjahr 1940 im Camp Bassens bei Bordeaux interniert und im Juni entlassen, nahm er sich nach der Niederlage Frankreichs das Leben. Er wurde auf dem Friedhof in Coarraze begraben.

## Einstein in der bildenden Kunst
Der Bildhauer Benno Elkan schuf bis 1914 die Bronzebüste Der Dichter Carl Einstein. Elkan hatte die ältere Schwester Carl Einsteins, die Pianistin Hedwig Judith Einstein, geheiratet. Aufgrund seiner persönlichen Bekanntschaft mit zahlreichen Künstlern wurde Einstein auch von anderen Malern und Bildhauern immer wieder dargestellt.

## Rezeption
Obwohl Einstein mit seinem Werk Die Kunst des 20. Jahrhunderts (1926, 1931 in dritter Auflage) großen Erfolg hatte, geriet er in Vergessenheit. Die Wiederentdeckung des Frühexpressionismus sorgte in den 1960er Jahren für Neuauflagen seiner literarischen Arbeiten. Zuverlässige biographische Studien von Sibylle Penkert entstanden, und das Interesse am Rätekommunismus führte zur Veröffentlichung des großen Entwurfes Die Fabrikation der Fiktionen (geschrieben in den 1930er Jahren) in Rowohlts Taschenbuchreihe das neue buch. Diese gründliche, leicht ermüdende Polemik gegen den Hochmut der Intellektuellen ist wohl aus Einsteins Unzufriedenheit mit den radikalen Pariser Zirkeln entstanden. Diese Notizen konnten 1973 Interesse erregen als Versuch einer Theorie über künstlerisches Schaffen auf der Grundlage des dialektischen Materialismus.
1984 wurde von deutschen Germanisten, Romanisten und Komparatisten sowie französischen Kunsthistorikern an der Universität Bayreuth die Carl-Einstein-Gesellschaft/Société-Carl-Einstein gegründet, die sich der Erforschung von Leben und Werk Carl Einsteins widmet. Die Gründung geschah mit Genehmigung der in Südfrankreich lebenden Tochter von Carl Einstein und Maria Ramm, Nina Einstein-Auproux. Die Gesellschaft veranstaltete seither eine Reihe von internationalen Kolloquien, deren Ergebnisse auch publiziert wurden. Außerdem engagiert sie sich in der Neuedition der Werke Einsteins.

## Werke und Sammelbände
- Bebuquin oder die Dilettanten des Wunders. Ein Roman. Verlag der Wochenschrift Die Aktion (Franz Pfemfert), Berlin-Wilmersdorf, 1912 doi:10.11588/diglit.42194. 2. Aufl., als Bebuquin. Ein Roman, 1917 (Aktionsbücherei der Aeternisten. Bd. 5). Weitere Ausgaben: Insel-Verlag, Frankfurt am Main 1963 (IB 801). Suhrkamp, Frankfurt am Main 1974. Reclam, Stuttgart 1985. Reclam, Stuttgart 1995 (Durchges. u. bibliograph. erg. Ausg.). Metzler, Berlin 2022 (Kommentierte Ausgabe).
- Anmerkungen. Verlag der Wochenschrift Die Aktion (Franz Pfemfert), Berlin-Wilmersdorf, 1916 (Aktionsbücherei der Aeternisten. Bd. 2). Gesammelte Aufsätze.
- Neue Blätter. Baron, Berlin 1912.
- Wilhelm Lehmbrucks graphisches Werk. Cassirer, Berlin 1913.
- Negerplastik. Verlag der Weißen Bücher (Kurt Wolff), Leipzig 1915.
- Der unentwegte Platoniker. Kurt Wolff, Leipzig 1918. Drei Erzählungen (Enthält: Der unentwegte Platoniker, G.F.R.G. (Gesellschaft für religiöse Gründungen), Das Mädchen auf dem Dorfe).
- Afrikanische Plastik. Wasmuth, Berlin 1921 (Orbis pictus: Weltkunst-Bücherei. 7).
- Die schlimme Botschaft. Rowohlt, Berlin 1921.
- Der frühere japanische Holzschnitt. Wasmuth, Berlin 1922 (Orbis pictus: Weltkunst-Bücherei. 16).
- Afrikanische Märchen und Legenden. Carl Einstein (Hrsg.). Rowohlt, Berlin 1925. Neuausgabe bei Medusa, Berlin 1980.
- Europa Almanach. Malerei - Literatur - Musik - Architektur - Plastik - Bühne - Film - Mode - Ausserdem nicht unwichtige Nebenbemerkungen. Carl Einstein und Paul Westheim (Hrsg.). Gustav Kiepenheuer Verlag, Potsdam 1925, Nachdruck Leipzig 1984.
- Die Kunst des 20. Jahrhunderts. Propyläen, Berlin 1926. (Propyläen-Kunstgeschichte. Bd. 16). 2. Auflage 1928, 3. Auflage 1931 doi:10.11588/diglit.42190. Nachdruck Reclam Leipzig 1988.
- LAURENZ oder Schweißfuß klagt gegen Pfurz in trüber Nacht. [Berliner Handpresse; 31. Druck. Hrsg. Walther Huder]. Berlin, Berliner Handpresse bei Propyläen, 1971.
- Artikel Rossignol. In: Documents. Nr. 2, 1929, S. 117–118 (Digitalisat auf Gallica – unvollständig). und: Absolu. In: Documents. Nr. 3, 1929, S. 169–170. In deutscher Übersetzung in: Kritisches Wörterbuch. Beiträge von Georges Bataille, Carl Einstein, Michel Leiris u. a. Merve Verlag, Berlin 2005 (=Internationaler Merve Diskurs. 273).
- Entwurf einer Landschaft. Kahnweiler, Paris 1930.
- Giorgio de Chirico. Galerie Flechtheim, Berlin 1930.
- Die Fabrikation der Fiktionen. Manuskript von 1933/34 in fünf Büchern, aus dem Pariser Nachlass herausgegeben von Sibylle Penkert. Rowohlt, Reinbek 1973 (=Gesammelte Werke in Einzelausgaben. Bd. 4 (mehr nicht ersch.)), (=das neue buch. 17)
- Georges Braque. Editions des chroniques du jour, Paris, Zwemmer, London und E. Weyhe, New York 1934. Veröffentlichung des deutschen Originals aus dem Nachlassmanuskript unter dem Titel Über Georges Braque und den Kubismus., vorgestellt von Uwe Fleckner, diaphanes, Zürich-Berlin 2013.
- Carl Einstein. Heft 75 der Zeitschrift "alternative. Zeitschrift für Literatur und Diskussion, Berlin, Dezember 1970. Mit Beiträgen von Carl Einstein, Katrin Sello, Hartmut Rosshoff und Sibylle Penkert (Nachlassbericht).
- Carl Einstein. Briefwechsel 1904–1940,  hrsg. von Klaus H. Kiefer und Liliane Meffre, Stuttgart: J.B.Metzler 2020.

### Werkausgaben
- Gesammelte Werke. Herausgegeben von Ernst Nef. Limes, Wiesbaden 1962 doi:10.11588/diglit.53151.
- Werke. 3 Bände. Bde. 1–2, Medusa, Berlin 1980, 1981; Bd. 3, Medusa, Wien 1985.
- Bebuquin oder Die Dilettanten des Wunders. Prosa und Schriften 1906–1929. Herausgegeben von Hermann Haarmann und Klaus Siebenhaar. Kiepenheuer, Leipzig, Weimar 1989 (u. a. Ausgaben).
- Werke. Berliner Ausgabe. Herausgegeben von Hermann Haarmann und Klaus Siebenhaar. 5 Bände (Bde. 1–3 übernommen von der Medusa Ausgabe), Fannei & Walz, Berlin 1992–1996; Band 4: Werke aus dem Nachlass (1992), Band 5: Die Kunst des 20. Jahrhunderts (1996)

### Hörspielbearbeitung
- Bebuquin oder die Dilettanten des Wunders. Hörspiel in zwei Teilen. Mit Ingo Hülsmann, Sven Lehmann. Komposition: Daniel Dickmeis, Regie: Ulrich Gerhardt. BR-Hörspiel und Medienkunst 2012. Als Podcast/Download im BR Hörspiel Pool[19]